# 28 Dias
28 Dias (título original: 28 Days) é um filme estadunidense de comédia dramática de 2000 dirigido por Betty Thomas e escrito por Susannah Grant e estrelado por Sandra Bullock que faz o papel de Gwen Cummings, uma colunista de um jornal obrigada a entrar em uma clínica de reabilitação por problemas com alcoolismo. No elenco Viggo Mortensen, Dominic West, Elizabeth Perkins, Steve Buscemi e Diane Ladd.

## Sinopse
Gwen Cummings é uma jornalista a qual gosta muito de beber e divertir-se em companhia de seu noivo Jasper e seus numerosos amigos. O problema é que ela não sabe impôr limites a seu próprio comportamento. Após arruinar o casamento de sua irmã Lily com suas palhaçadas enquanto está bêbada, ela foge com a limusine do casamento, e dirigindo imprudentemente se accidenta quando está em seu telefone celular tentando encontrar um bolo para substituir o que ela destruiu. Lhe é dada uma escolha entre prisão ou 28 dias em um centro de reabilitação. Ela escolhe a reabilitação. No entanto, ela é extremamente resistente a tomar parte em qualquer dos programas de tratamento que eles têm para oferecer, recusando-se a admitir que ela é alcoólatra.
Depois de conhecer alguns dos outros pacientes, Gwen começa gradualmente a reexaminar sua vida e ver que ela, de fato, tem um problema sério. Seu desejo sincero para ficar bem complica seu relacionamento com o seu par de longa data, o bon vivant Jasper. Ela faz amizade com Andrea, uma jovem de 17 anos se recuperando do seu vício em heroína que ocasionalmente prejudica a si mesma. Todos os outros pacientes tentam ajuda-lá a ver-se sob uma luz diferente, enquanto ela tenta se manter sóbria e chegar a um acordo com seu alcoolismo.
O caminho para a recuperação não será fácil e o sucesso não será garantido ou até mesmo provável, mas ela agora está disposta a dar-se segunda chance.

## Elenco
- Sandra Bullock como Gwen Cummings: protagonista do filme. A colunista de jornal com problemas de drogas e álcool
- Viggo Mortensen como Eddie Boone: Um dos outros pacientes em reabilitação, um famoso jogador de baseball. Viciado em álcool, drogas e sexo
- Dominic West como Jasper: namorado de Gwen e alcoólatra; ele considera a recuperação de Gwen uma piada
- Elizabeth Perkins como Lily Cummings: irmã mais velha de Gwen que se casou no início do filme
- Steve Buscemi como Cornell Shaw: um ex-viciado que agora trabalha como um dos conselheiros na clínica de reabilitação
- Diane Ladd como Bobbie Jean: Um dos outros pacientes em reabilitação, uma senhora idosa
- Azura Skye como Andrea Delaney: Uma viciada em heroína de 17 anos de idade.
- Alan Tudyk como Gerhardt: um paciente e dançarino
- Reni Santoni como Daniel: Um dos outros pacientes em reabilitação, um ex-médico
- Marianne Jean-Baptiste como Roshanda: Uma dos outros pacientes em reabilitação, mãe de duas crianças pequenas
- Mike O'Malley como Oliver: Um dos outros pacientes em reabilitação, um viciado em sexo
- Margo Martindale como Betty: recepcionista da clínica
- Susan Krebs como Evelyn: A psicóloga da clínica que conduz todas as reuniões do grupo
- Elijah Kelley como Darnell: Um dos filhos de Roshanda

## Recepção
Uma coletânea de 84 comentários no Rotten Tomatoes mostra que 32% dos críticos deram uma resenha positiva. O consenso do site afirma: "Mesmo que 28 Days esteja abordando um assunto difícil, ele é leve e superficial, e talvez até um pouco maçante".
O filme estreou em segundo lugar nas bilheterias dos Estados Unidos, faturando US$ 10,310,672 em seu fim de semana de abertura em 2,523 cinemas, atrás de Rules of Engagement, que estava em sua segunda semana consecutiva no primeiro lugar. O filme arrecadou US$ 37,035,515 nos EUA. O filme fez um total de US$ 25,028,457 internacionalmente, elevando seu total mundial para US$ 62,198,945.

## Música
O cantor e compositor Loudon Wainwright III, que interpreta um dos pacientes do centro, contribuiu com quatro canções para a trilha sonora.